# Emitanță
Emitanța(Radianța) energetică a suprafeței unui material M este energia radiației electromagnetice emisă pe unitatea de suprafață și de lungime de undă de acel material:

Ea depinde de lungimea de undă și de temperatura materialului (și eventual de punctul de pe suprafață împrejurul căruia e ales elementul dA).Unitatea de măsură este W/m2. Emitanța (radianța) este integrala după unghiuri a emisivității(strălucirii) E(λ,θ,φ,T). Dacă aceasta nu depinde de unghiuri (dacă materialul emite după legea lui Lambert) se verifică imediat că: 

Emitanța (radianța) integrală Rtot(T) este integrala emitanței (radianței) după lungimile de undă. După legea lui Stefan (v. Legile de deplasare ale lui Wien) pentru corpul negru, ea este proporțională cu puterea a patra a temperaturii absolute:

unde σ este constanta Stefan-Boltzman (constanta corpului negru), a cărei valoare este de 5,65*10-8 W/(m2 K4).